# Contea di Adernò
La Contea di Adernò (in latino Comitatus Adernionis, in spagnolo Condado de Adernò) fu un'entità feudale esistito in Sicilia dal XIV al XIX secolo. Creata in epoca aragonese, fu una delle più antiche contee della parte orientale dell'isola.

## Territorio
La Contea di Adernò comprendeva i territori degli attuali comuni di Adrano e Biancavilla, in provincia di Catania, e di Centuripe, in provincia di Enna.

## Storia
Adernò, antica città di fondazione greca situata nel Val Demone e nel lato sudoccidentale a ridosso dell'Etna, venne per la prima volta infeudata presumibilmente dopo il 1075, quando i Normanni, dopo una lunga e sanguinosa battaglia, cacciarono gli occupanti arabi. Il territorio di Adernò, fece però parte del patrimonio regio, di cui i regnanti normanni disponevano, assegnandolo pro tempore e ad libitum ai membri della famiglia reale con la condizione della fedeltà adamantina e con l'obbligo per le femmine e per i maschi, assegnatari di terre, di richiedere il consenso del Re sia per sposarsi, che per i problemi di gestione e successione.
Primo signore fu il normanno Goffredo, figlio naturale di Ruggero I d'Altavilla, da cui ricevette tale investitura. Non è chiaro, e neppure storicamente documentato, se a Goffredo succedette il figlio Silvestro, conte di Ragusa e di Marsico, poiché nella seconda metà del XII secolo risulta essere feudataria di Adernò la nobildonna Adelicia, nipote del Gran Conte Ruggero. Attraverso costei il feudo passò per successione agli Avenello e agli Aquila: nel 1177 risulta essere feudatario Ruggero d'Aquila, conte di Avellino.
Nel 1185 fu creato signore Gualtieri Parisi, e con l'insediamento al trono del Regno di Sicilia della dinastia sveva degli Hohenstaufen con Enrico VI di Svevia, la signoria di Adernò venne tenuta da Bartolomeo de Luci. In epoca aragonese, signore di Adernò fu Pietro Luca Pellegrino, la cui figlia Agata sposò il conte Matteo Sclafani, che nel 1303 prese possesso maritali nomine del feudo e sul quale il re Federico III di Sicilia lo investì del titolo di I conte di Adernò e Centorbi.
Lo Sclafani non lasciò discendenti maschi, e dopo la sua morte nel 1354 si aprì una lite per la successione che durò per quasi un quarantennio, e ne furono protagonisti il nipote Matteo Moncada Sclafani, e i generi Guglielmo Peralta e Matteo Perollo. La questione si concluse il 7 luglio 1393, con l'ufficiale investitura da parte di re Martino I di Aragona a Conte di Adernò di Antonio Moncada Abbate, figlio di Matteo.
La Contea di Adernò divenne il principale dominio feudale dei Moncada, una delle più potenti famiglie della Sicilia, che elessero il castello normanno a propria residenza, e con essi il contado adranita, e in particolare il suo capoluogo, registrò un importante sviluppo socioeconomico e demografico. Verso la fine del XV secolo, nel feudo di Callicari si stabilì una nutrita colonia di profughi greci provenienti dall'Epiro, fuggiti dalle persecuzioni dei Turchi ottomani che occuparono la loro terra; costoro, guidati dal condottiero Cesare Masi, ottennero dal conte Giovanni Tommaso Moncada l'autorizzazione a potervi edificare un proprio casale, a seguito della stipula dei capitoli avvenuta il 25 gennaio 1488, successivamente confermati dal Viceré di Sicilia nel 1501 e nel 1506. Il nuovo insediamento abitativo che si venne a formare venne denominato Casale dei Greci, poi divenuto Biancavilla nei secoli successivi.
I Moncada, che dal 1565 ebbero il titolo di Principe di Paternò, persero la Contea dopo la morte del principe Ferdinando Moncada Aragona nel 1713. La sua unica figlia, Caterina Moncada Faxardo, sposò Giuseppe Alvarez de Toledo, duca di Ferrandina, e nel 1752, dopo una lite avviata con i Duchi di San Giovanni, il Tribunale della Regia Gran Corte assegnò agli Alvarez de Toledo la Contea di Adernò; avverso alla sentenza emessa dalla Gran Corte, Giovanni Luigi Moncada, VIII principe di Paternò, presentò ricorso e nel 1797 il Tribunale del Concistoro gli assegnò la Contea di Adernò e le signorie di Biancavilla e Centuripe.
La fine del dominio feudale dei Moncada sulla Contea di Adernò coincise con la sua soppressione, avvenuta con l'abolizione del feudalesimo in Sicilia nel 1812, sancita con la promulgazione, nell'anno medesimo, della Costituzione siciliana, concessa dal re Ferdinando III di Borbone in risposta alla rivolta scoppiata nell'isola e all'avanzata napoleonica.

## Cronotassi dei Conti di Adernò

### Epoca feudale
- Matteo Sclafani Termine (1303-1354)
- Antonio Moncada Abbate (1393-1415)
- Giovanni Moncada Alagona (1415-1452)
- Guglielmo Raimondo Moncada Esfonellar (1452-1466)
- Giovanni Tommaso Moncada Sanseverino (1466-1501)
- Guglielmo Raimondo Moncada Ventimiglia (1501-1510)
- Antonio Moncada Moncada (1510-1549)
- Francesco Moncada de Luna Cardona (1565-1568)
- Cesare Moncada Pignatelli (1568-1571)
- Francesco Moncada de Luna Salviati (1571-1592)
- Antonio d'Aragona Moncada (1610-1631)
- Luigi Guglielmo I Moncada (1631-1672)
- Ferdinando Moncada Aragona (1672-1713)
- Teresa Moncada d'Aragona y Fajardo (1713-1727)
- Fadrique Vicente Álvarez de Toledo y Moncada (1727-1753)
- Antonio Álvarez de Toledo y Pérez de Guzmán el Bueno (1753-1773)
- José María Álvarez de Toledo y Gonzaga (1773-1796)
- Francisco de Borja Álvarez de Toledo y Gonzaga (1796–1797)
- Giovanni Luigi Moncada Ventimiglia Ruffo (1797-1812)

### Epoca post-feudale
- Giovanni Luigi Moncada Ventimiglia Ruffo (1812-1827)
- Pietro Moncada Beccadelli di Bologna (1827-1861)
- Corrado Moncada Bajada (1861-1895)
- Pietro Moncada Starrabba (1895-1920)
- Ugo Moncada Valguarnera (1920-1946)

### Epoca post-monarchica
- Ugo Moncada Valguarnera dal(1946-1973)
- Pietro III Moncada Lanza Branciforte dal(1973-2001
- Francesco Moncada Lanza Branciforte dal(2001-2012)
- Ugo II Moncada Verde dal(2012-oggi)